# Natalio Perinetti
Natalio Perinetti (28. prosince 1900 – 24. května 1985) byl argentinský fotbalový útočník, který strávil většinu své kariéry v Racing Club de Avellaneda, kde hrál 17 let a vyhrál 12 titulů. Zkušený pravý křídelník Perinetti je považován za jednoho z největších idolů klubu, byl klíčovým hráčem týmu, který si v roce 1910 vysloužil přezdívku Academia.

## Život a kariéra
Perinetti začal hrát fotbal se svými přáteli v okrese Barracas, jeho rodišti. Díky svým dovednostem s míčem byl pobídnut, aby se pokusil začlenit do fotbalového klubu, kde by mohl dále rozvíjet své dovednosti.
Jeho prvním klubem byl klub Atlético Talleres, kde hrál s mládežnickými týmy. V pouhých 14 letech (v roce 1915) přišel Perinetti do Racingu, doporučil ho jeho starší bratr Juan. Začínal ve čtvrté divizi na pravém křídle. Během těchto let se setkal s Pedrem Ochoou (dalším zkušeným hráčem, který byl později přezdíván králem driblinku), který se stal jak Perinettiho partnerem na hřišti, tak nejlepším přítelem.
Perinetti debutoval se seniorským týmem o dva roky později. Brzy se stal klíčovým hráčem Racingu, byl chválen a uznáván za svou rychlost a kontrolu míče. V Racingu strávil 17 let a s klubem vyhrál 12 trofejí (10 domácích a 2 mezinárodní). Během své úspěšné kariéry v Racingu se ho tehdejší prezident Realu Madrid Santiago Bernabéu snažil přesvědčit, aby do Madridu přestoupil, ale nabídku odmítl kvůli své lásce k Racingu.
Perinetti byl součástí argentinského národního fotbalového týmu, kde odehrál 7 zápasů v letech 1923 až 1930, včetně prvního Mistrovství světa ve fotbale, které se konalo v Uruguayi v roce 1930. V roce 1929 hrál také Mistrovství Jižní Ameriky. Byl součástí argentinského týmu pro Letní olympijské hry v roce 1928, ale nehrál v žádném zápase.
V roce 1934 byl Perinetti vyměněn do River Plate, ale odehrál tam jen hrstku zápasů a brzy poté ukončil fotbalovou kariéru.